# Bathytroctes pappenheimi
Bathytroctes pappenheimi är en fiskart som först beskrevs av Fowler, 1934.  Bathytroctes pappenheimi ingår i släktet Bathytroctes och familjen Alepocephalidae. Inga underarter finns listade.